# Нін Цзетао
Нін Цзетао (6 березня 1993) — китайський плавець.
Чемпіон світу з водних видів спорту 2015 року.
Переможець Азійських ігор 2014 року.